# Vetrna energija
Vetrna energija je skupni izraz za postopke pridobivanja energije iz premikanja zračnih mas. Najpogosteje gre za sistem vetrnice, ki energijo vetra pretvori v mehansko ali električno energijo.

## Zgodovina
Leta 1887 je škotski akademik, profesor James Blyth, izvajal poizkuse moči vetra, ki so dosegli vrhunec patenta Združenega Kraljestva. V ZDA je Charles F. Brush proizvajal električno energijo s pomočjo močnega vetrnega stroja, ki ga je pognal pozimi1887–1888 za napajanje svojega doma in laboratorija do približno leta 1900. Leta 1890 je danski znanstvenik in izumitelj Paul la Cour izdelal vetrno turbino za električno energijo, ki je bila namenjena proizvodnji vodika. To so bili prvi zametki sodobnih vetrnih elektrarn.
Majhne vetrne turbine za razsvetljavo izoliranih podeželskih stavb so razširili v prvi polovici 20. stoletja. Priključitev večjih enot na distribucijsko omrežje so poskusili na več lokacijah, vključno z Balaklava (Sovjetska zveza) leta 1931 in na 1,25 MW eksperimentalne enote v Vermontu leta 1941. Leta 1970 se je ameriška industrija združila z NASA v raziskovalnem programu, kjer so nastale NASA-vetrne turbine, testiranja in razvoj številnih značilnosti sodobnega obsega turbin. 
Sodobne vetrne elektrarne so začeli proizvajati leta 1979 s serijsko proizvodnjo vetrnih turbin danskih proizvajalcev Kuriant, Nordtank in Bonus. Začetne turbine so bile majhne po današnjih predpisih z zmogljivostjo vsaka 20-30 KW. Danes so velikosti mnogo večje, z Enercon E-126 so dosegli do 8 MW, med drugim se je proizvodnja povečala v mnogih državah. Vetrna energija je danes najhitrejši rastoči obnovljivi vir energije.
Energijo, ki jo ima veter (torej kinetično energijo gibajočega zraka), so že stoletja izkoriščale jadrnice in mlini na veter. Z mlini na veter so mleli žito ter premikali večje količine vode. Koncem leta 2010 je bila svetovna kapaciteta vetrnih elektrarn 197 GW. Danes imajo vetrne elektrarne kapaciteto 430 TWH, kar je 2,5 % svetovne električne porabe energije. V zadnjih petih letih je bila letna rast novih naprav 27,6-odstotna. Vetrna energija bo po pričakovanjih dosegla 3,35 % svetobne električne porabe energije do leta 2013 in 8 % do leta 2018. Več držav je že doseglo relativno visoko stopnjo izkoriščanja vetrne energije. Po vsem svetu 83 držav uporablja njihovo moč po tržnih zakonitostih.

## Danes
Modernim naslednikom mlinov na veter pravimo vetrne turbine. So precej izpopolnjenejši in namenjeni pogonu električnih generatorjev. Največje vetrnice kot npr. Vestas V164 imajo premer 164 metrov in 8MW električne moči.
Številna »polja« takih vetrnic so zgradili na območjih s stalnim vetrom. Če so polja vetrnic zelo obsežna, lahko poglavizno spremenijo izgled pokrajine. Zemlja na poljih vetrnic pa je še vedno uporabna. 
Drug način so vetrne turbine z vetrnicami v obliki velike črke H, ki se vrte okoli navpične osi. Njihova prednost je, da jih ni treba usmerjati po vetru.
Čeprav vetrna energija predstavlja le okoli 1 % svetovne proizvodnje električne energije , njen pomen hitro raste. Vetrna energija že predstavlja 20 % električne energije na Danskem, 7 % v Španiji ter 7 % v Nemčiji. 
Vetrno energijo je mogoče bolje izkoriščati na morju, kjer so hitrosti vetra boljše kot pa na kopnem, zato je pridonos vetrnih elektrarn na morju pri dobavi električne energije višji. Male vetrne kopenske objekte uporabljajo za zagotavljanje električne energije na posameznih lokacijah in komunalnih podjetjih. Vse bolj je odkupovan presežek vetrne električne energije, proizvedene v malih domačih vetrnih turbinah. Kljub temu, da je spremenljiv vir energije, nestalen veter redko povzroča težave pri uporabi vetrne energije za dobavo do 20 % celotne porabe električne energije. Glede deleža rasti, povečanih stroške, potrebe po uporabi in skladiščenju izpodriva klasično proizvodnjo. 
Tehnika upravljanja energije, kot je shranjevanje zmogljivosti, podpora napajanja (običajno zemeljski plin), uvaža in izvaža moč sosednjim območjem ali zmanjša povpraševanje, kadar je vetrna proizvodnja nizka. To je lahko ublažitev težav. 
Vetrne energije kot alternativo za fosilna goriva je veliko. Pridobivanje električne energije iz vetra ne proizvaja toplogrednih plinov, je obnovljiv vir in zaseda manjhno površino. Cena vetrne energije na enoto je podoba ceni premoga in zemeljskega plina. Gradnja vetrnih elektrarn ni povsod dobro sprejeta, vendar je zaradi učinkov na okolje nasploh veliko manj težavna od postavljanja objektov za pridobivanje energije iz kateregakoli drugega vira.
| Država           | Moč vetrnih elektrarn (MW) |
| ---------------- | -------------------------- |
| Kitajska         | 44,733                     |
| ZDA              | 40,180                     |
| Nemčija          | 27,215                     |
| Španija          | 20,676                     |
| Indija           | 13,066                     |
| Italija          | 5,797                      |
| Francija         | 5,660                      |
| Velika Britanija | 5,204                      |
| Kanada           | 4,008                      |
| Danska           | 3,734                      |

| Država           | Proizvodnja vetrne energije(GWh) |
| ---------------- | -------------------------------- |
| Španija          | 42,976                           |
| Nemčija          | 35,500                           |
| Velika Britanija | 11,440                           |
| Francija         | 9,600                            |
| Portugalska      | 8,852                            |
| Danska           | 7,808                            |
| Nizozemska       | 3,972                            |
| Švedska          | 3,500                            |
| Irska            | 3,473                            |
| Grčija           | 2,200                            |